# 木場 (飛島村)
木場（きば）は、愛知県海部郡飛島村にある地名。現行行政地名は木場1丁目及び木場2丁目。当地域は住宅が存在しないため人口は0人である（2015年10月1日現在、国勢調査による）。

## 地理
飛島村中央部に位置する。東は金岡、西は筏川を挟み弥富市楠、南は西浜・東浜、北は新政成に接する。西から順に1丁目～2丁目がある。

### 河川
- 筏川

## 歴史

### 地名の由来
町名は木材に関係する企業が進出したことによる。

### 沿革
- 1971年（昭和46年） - 埋立地の一部に対して木場の地名を付けた[1]。

## 学区
市立小・中学校に通う場合、学区は以下の通りとなる。また、公立高等学校に通う場合の学区は以下の通りとなる。
| 番・番地等 | 小学校           | 中学校           | 高等学校 |
| ---------- | ---------------- | ---------------- | -------- |
| 全域       | 飛島村立飛島学園 | 飛島村立飛島学園 | 尾張学区 |

## 交通

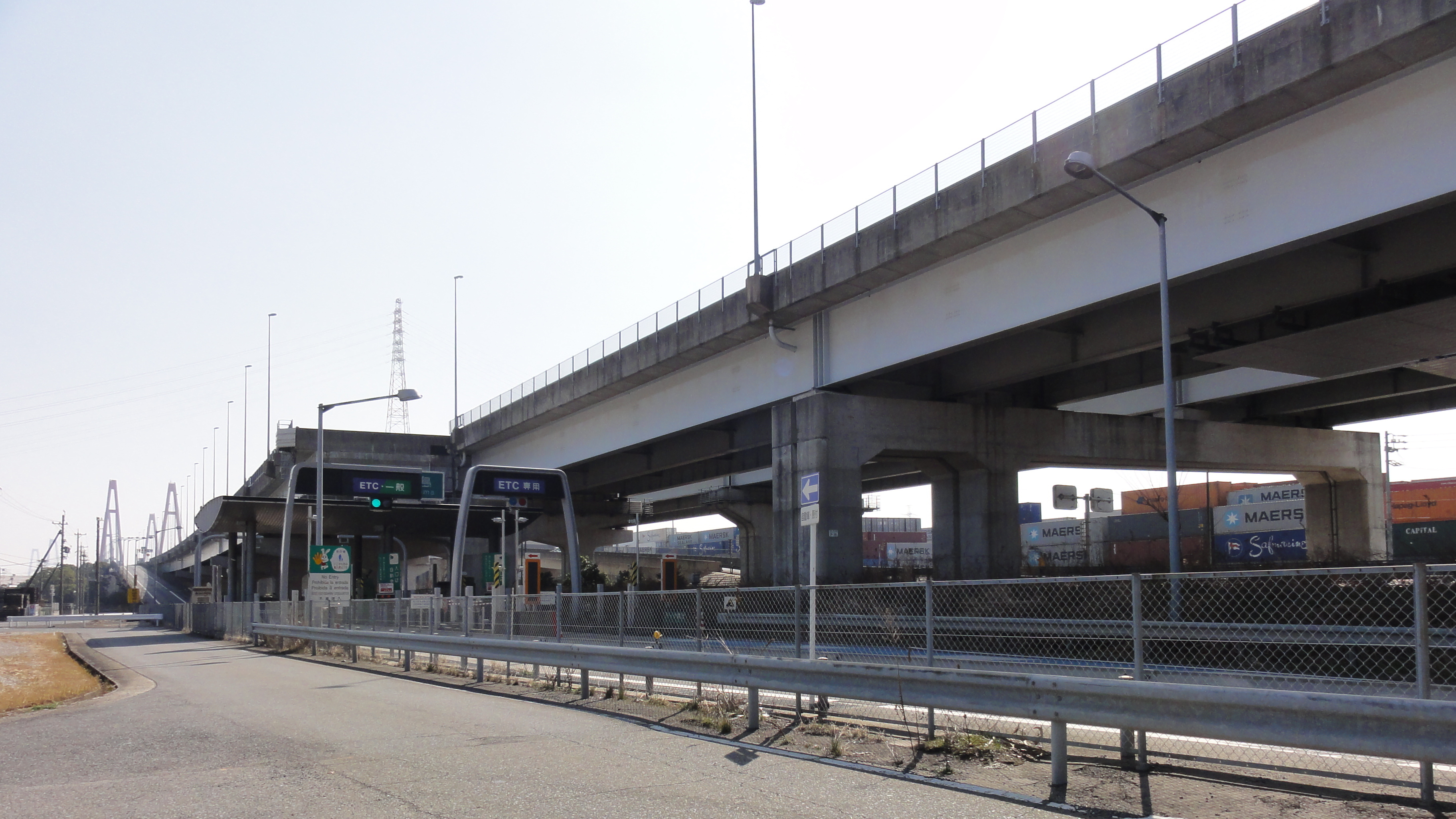
飛島インターチェンジ（豊田方面）

### 道路
- 伊勢湾岸自動車道（名港トリトン）
  - 飛島インターチェンジ
  - 飛島ジャンクション
- 国道302号（名古屋環状2号線）
- 愛知県道71号名古屋西港線

## 施設
- 海部南部消防組合消防本部 海部南部消防署南出張所
- 第三貯木場
- NTT木場電話交換所
- 飛島村公民館分館

## その他

### 日本郵便
- 郵便番号 : 490-1444[4]（集配局：弥富郵便局[8]）。